# كيغال
كيغال هي قرية في مقاطعة ورزقان، إيران. عدد سكان هذه القرية هو 537 في سنة 2006.